# グランツ
グランツ（Grants）は、アメリカ合衆国ニューメキシコ州の都市。シボラ郡の郡庁所在地である。人口は9,163人（2020年）。
グランツは、カナダ人の兄弟が地域を通る新しいアトランティック・アンド・パシフィック鉄道の一区域を建設する契約を発注された1880年代の鉄道キャンプとして始まった。グラント兄弟のキャンプは最初グランツ・キャンプと呼ばれ、次にグランツ・ステーション、最後にグランツとなった。町は隣接するズニ山脈の伐木の鉄道による搬出の結果繁栄し、後にアッチソン・トピカ・アンド・サンタフェ鉄道グループの一つとなるアトランティック・アンド・パシフィック鉄道の区分地点としての役割を担った。
1930年代の伐木の落ち込みの後、グランツは合衆国の「ニンジンの首都」として有名になった。農業はブルーウォーター貯水池の建設によって支援され、地域の火山性の土は農業に理想的な応対を提供した。グランツは、観光客と旅行者、そして料理を提供するビジネスをもたらしたルート66上にあるその位置からも利益を得た。
町の歴史の中でおそらく最も忘れられないブームは、ナバホ族の牧師のパディ・マルティネスがヘイスタック・メサ近くにウラン鉱を発見した時に起こり、1980年代まで続いた採鉱ブームの火付け役となった。採鉱の崩壊は町を不況へと落としたが、しかし地域の観光と名勝地への興味によって復活を享受している。

## 地理
グランツは北緯35度9分19秒 西経107度50分32秒 / 北緯35.15528度 西経107.84222度に位置している。
アメリカ合衆国国勢調査局によると、都市の総面積は35.4 km² (13.7 mi²)で、すべて陸地である。 グランツはエルマルパイス国定記念物の巨大で最新の（15,000年前の最も若い溶岩流）溶岩原の北に位置している。近接するのはサンマテオ山脈、地域の最高峰であるテイラー山、そしてズニ山脈である。この地域は主に高地の砂漠地帯であり、砂岩と溶岩流が優位を占める。

## 人口動勢
以下は2000年の国勢調査における人口統計データである。
基礎データ
- 人口: 8,806人
- 世帯数: 3,202世帯
- 家族数: 2,321家族
- 人口密度: 248.7/km² (644.4/mi²)
- 住居数: 3,626軒
- 住居密度: 102.4/km² (265.3/mi²）

人種別人口構成
- 白人: 56.18%
- アフリカン・アメリカン: 1.62%
- ネイティブ・アメリカン: 11.97%
- アジア人: 0.92%
- 太平洋諸島系: 0.12%
- その他の人種: 24.80%
- 混血: 4.38%
- ヒスパニック・ラテン系: 52.36%

世帯と家族（対世帯数）
- 世帯数: 3,202世帯
- 18歳未満の子供がいる: 37.5%
- 結婚・同居している夫婦: 49.5%
- 未婚・離婚・死別女性が世帯主: 17.1%
- 非家族世帯: 27.5%
- 単身世帯: 24.1%
- 65歳以上の老人1人暮らし: 8.5%
- 平均構成人数
  - 世帯: 2.61人
  - 家族: 3.06人

年齢別人口構成
- 18歳未満: 28.8%
- 18-24歳: 9.3%
- 25-44歳: 27.9%
- 45-64歳: 21.7%
- 65歳以上: 12.3%
- 年齢の中央値: 34歳
- 性比（女性100人あたりの男性の人口）
  - 総人口: 85.3人
  - 18歳以上: 79.4人

収入と家計
- 収入の中央値
  - 世帯: 30,652米ドル
  - 家族: 33,464米ドル
  - 性別
    - 男性: 31,870米ドル
    - 女性: 20,808米ドル
- 人口1人あたり収入: 14,053米ドル
- 貧困線以下
  - 対家族数: 19.4%
  - 対人口: 21.9%
  - 18歳未満: 31.8%
  - 65歳以上: 11.1%

## マスコミュニケーション

### ラジオ局
- KDSK-FM (92.7 MHz)
- KMIN-AM (980 kHz)

### テレビ局
- KRQE (13)
- KOAT (7)